# Pseudomeritastis
Pseudomeritastis is een geslacht van vlinders van de familie bladrollers (Tortricidae), uit de onderfamilie Tortricinae.

## Soorten
- P. clarkei Obraztsov, 1966
- P. cordigera (Walsingham, 1914)
- P. decora Obraztsov, 1966
- P. distincta Obraztsov, 1966
- P. heliadelpha (Meyrick, 1932)
- P. orphnoxantha Obraztsov, 1966
- P. voluta (Meyrick, 1912)